# Beef (The Bear)
"Beef" es el primer episodio de la segunda temporada de la comedia dramática televisiva estadounidense The Bear. Es el noveno episodio general de la serie y fue escrito y dirigido por el creador de la serie Christopher Storer. Fue lanzado en Hulu el 22 de junio de 2023, junto con el resto de la temporada.
La serie sigue a Carmen "Carmy" Berzatto, un galardonado chef de cocina de la ciudad de Nueva York, que regresa a su ciudad natal de Chicago para dirigir la fallida tienda de sándwiches de carne italiana de su difunto hermano Michael. En este episodio, Carmy y el personal comienzan a planificar su nuevo restaurante, pero se dan cuenta de que los costos y gastos podrían ser mayores de lo previsto. 
El episodio recibió elogios de la crítica, quienes elogiaron las actuaciones y las nuevas historias de la temporada.

## Trama
Marcus (Lionel Boyce) visita a su madre, que padece una enfermedad terminal, antes de regresar al trabajo. Carmy (Jeremy Allen White) y el personal comienzan a hablar sobre los costos de renovación, que podrían superar los 95.000 dólares. Carmy también habla con Richie (Ebon Moss-Bachrach), quien está confundido acerca de su "propósito" y papel en el restaurante. Carmy le dice que no lo reemplazará y reitera que no considera que su trabajo sea "divertido". 
Natalie (Abby Elliott), acepta la propuesta de Sydney (Ayo Edebiri) de ser la nueva gerente de proyecto del restaurante; revisando documentos, le dice a Carmy que los costos podrían aumentar debido a las estipulaciones del IRS y otros costos. Carmy, Sydney y Natalie consultan con Cicero (Oliver Platt) y le piden un préstamo de 500.000 dólares. Cicero duda ante la idea, pero Carmy promete que le devolverán el préstamo dentro de 18 meses; Si no pueden pagar, el restaurante se cerrará y la propiedad se entregará a Cicero, valorada en 2 millones de dólares. Cicero finalmente acepta. Más tarde, sin embargo, Natalie le dice a Carmy que no obtendrán ganancias con el restaurante hasta dentro de ocho meses, y que las renovaciones tomarán al menos seis. 
Mientras Carmy y el personal comienzan a considerar nuevos empleados y métodos, Sydney se acerca a Tina (Liza Colón-Zayas) y le pide que se convierta en su segunda chef. Emocionada, Tina abraza a Sydney y acepta la oferta. Esa noche, Carmy, Sydney y Natalie se reúnen en el restaurante para comenzar a planificar antes. Cuando reciben un calendario marcado con fechas importantes, Sydney les pregunta si creen que es una idea terrible. Todos están de acuerdo, ya que prevén que el restaurante abrirá en tres meses. 

## Producción

### Desarrollo
En mayo de 2023, Hulu confirmó que el primer episodio de la temporada se titularía "Beef" y sería escrito y dirigido por el creador de la serie Christopher Storer. Fue el quinto crédito de escritura de Storer y su sexto crédito de dirección.

### Música
El episodio incluyó canciones como "The Show Goes On" de Bruce Hornsby, "Handshake Drugs" de Wilco, "Transcendental Blues" de Steve Earl y "New Noise" de Refused.

## Lanzamiento
El episodio, junto con el resto de la temporada, se estrenó el 22 de junio de 2023.

## Reseñas críticas
"Beef" recibió elogios de la crítica. Marah Eakin de Vulture le dio al episodio una calificación perfecta de 5 estrellas sobre 5 y escribió: "Hay un tablero de visión, una línea de tiempo y un plan de ataque, y si bien todos están bastante seguros de que todo lo que planean hacer es un terrible idea, lo están haciendo de todos modos. Es ese tipo de confianza maníaca y ambición ciega lo que nos hizo a todos enamorarnos de The Bear en primer lugar, así que, para citar a Mikey Berzatto, dejémoslo explotar".
A.J. Daulerio de Decider escribió: "Los tipos literarios de mente elevada encontrarán metáforas en todas partes en el renacimiento/reconstrucción/renovación de la tripulación, pero a pesar del optimismo y el compromiso con el cambio, las paredes se están cerrando. O, en el caso del personal condenado, las paredes se los están comiendo vivos". Arnav Srivastava de The Review Geek le dio al episodio una calificación de 4 estrellas de 5 y escribió: "Es casi como si The Bear nunca se hubiera ido. La temporada 2 retoma justo donde la dejamos el año pasado. Con los mismos ritmos, atmósfera tensa, edición rápida y problemas acumulándose uno tras otro, The Bear está de regreso. Karl R De Mesa de Show Snob escribió: "Un episodio genial y muy cinético para ponernos al día de los eventos de la temporada anterior, mientras nos entusiasma para los que están por venir".
Rafa Boladeras de MovieWeb nombró al episodio como el séptimo mejor de la temporada, escribiendo "Incluso con todo este lío en sus manos, la mejor escena podría ser la de Carmy y Richie, donde el "primo" le dice al chef cómo se siente perdido y sin propósito, y Carmy le asegura que siempre tendrá un lugar con él". Jasmine Blu de TV Fanatic nombró al episodio como el noveno mejor de la temporada, escribiendo "Su plan parecía imposible, que es lo que estableció un objetivo tan alto para el resto de la temporada. Pero en su mayor parte, la primera entrega simplemente nos facilitó las cosas antes de que se desarrollara el verdadero drama".